# Alberto Janes
Alberto Fialho Janes (Reguengos de Monsaraz, 13 de Março de 1909 — Lisboa, 21 de Outubro de 1971) foi um dos mais populares compositores portugueses das décadas de 1950 e 1960, autor de algumas das mais conhecidas canções de Amália Rodrigues. A qualidade dos temas que escreveu coloca Janes numa posição de destaque entre os compositores portugueses da sua época, gozando ainda hoje de uma merecida reputação entre os intérpretes do fado.

## Percurso
Alberto Fialho Janes nasceu em 13 de março de 1909 em Reguengos de Monsaraz. Depois de estudar na Escola Superior de Lisboa e em Coimbra, licenciou-se em Farmácia, na Faculdade de Farmácia do Porto, em 1934, tendo começado por dirigir a farmácia da família em Reguengos.
Amália Rodrigues grava "Foi Deus" da sua autoria.
Na década de 1960 foi professor de Matemática e de Física em Oeiras e Cacém. Durante 10 anos foi Director Técnico da Farmácia Estácio, em Lisboa.
Em 1968 Amália grava "Vou Dar de Beber À Dor" que foi dos discos mais vendidos do ano.
Em Abril de 1970 é lançado um novo EP de Amália constituído inteiramente por composições da sua autoria: "È ou Não É", "A Rita Yé, Yé", "Vai de Roda Agora" e "Lá na Minha Aldeia". No ano seguinte grava  "Oiça lá Ó Senhor Vinho".
Morreu em 21 de Outubro de 1971 após sofrer um ataque cardíaco.

## Composições
Canções
- 1952 - Foi Deus

- Vou Dar De Beber À Dor (A casa da Mariquinhas)
- É ou não é
- Il mare é amico mio
- Caldeirada
- Ao poeta perguntei
- Vai de roda agora
- Lá na minha aldeia
- Oiça Lá Ó Senhor Vinho